# Temporal de la Araucanía en 2008
El temporal de la Araucanía se produjo desde el martes 26 de agosto hasta el 4 de septiembre del año 2008 con un fuerte temporal que afectó la zona sur de Chile, desde la Región del Biobío hasta la nueva Región de Los Ríos, incluyendo la Región de la Araucanía, la más afectada. De magnitud 11 en la escala de Beaufort.

## Damnificados
Durante el temporal hubo alrededor de 23.746 personas damnificadas, de ellas 19.903 personas pertenecen a la Región de la Araucanía, y cerca de 772 personas fueron ubicadas en albergues provisorios, es decir, en escuelas, iglesias, gimnasios, etc. También hubo un saldo de 4 muertos, todos de la región ya nombrada, debido a esto la mandataria de Chile Michelle Bachelet propuso en alerta temprana a las tres regiones afectadas por el mal tiempo y en alerta amarilla a la Provincia de Cautín.

## Problemas
Debido a las fuertes lluvias, muchos poblados de las regiones tuvieron hasta 2 metros de agua, donde la zona agrícola perdió mucho a medida que crecían las inundaciones.
Ocurrieron cortes de rutas por toda la Región de la Araucanía, como también cortes de agua y de luz, deslizamientos de tierra, caídas de puentes, entre otros. Las zonas más afectadas fueron las comunas del interior y las de la zona este.
Debido a las altas precipitaciones, las clases fueron suspendidas y los hospitales atendieron a máxima capacidad.

## Informe ONEMI
Según la Oficina Nacional de Emergencia, estas lluvias fueron las peores de los últimos 40 años, cuyo temporal tocó la zona central el 4 de septiembre, aunque con menor intensidad sin provocar daños.

## Ciudades afectadas
Las ciudades afectadas fueron: Parral, San Carlos, Gran Chillán, Gran Concepción, Los Ángeles, Lebu, Angol, Gran Temuco, Valdivia, La Unión y Osorno.